# Lakenvelder (tekening)
Lakenvelder is een tekening die voorkomt bij diverse gedomesticeerde dieren. Lakenvelders zijn herkenbaar door een verticale deling van een kleur met wit; het meest komen de kleuren zwart en wit voor, maar in principe kan de lakenvelder tekening met elke bij dat dier bekende kleur voorkomen.

## Soorten en rassen
De lakenvelder tekening komt onder andere voor bij: koeien, geiten, konijnen, cavia's, varkens en kippen. Bij cavia's en konijnen wordt de tekening ook wel hollander tekening genoemd. Dieren met een lakenvelder tekening worden vaak tot een ras gerekend omdat de selectie op deze tekening streng moet zijn. De factor die hier een rol speelt is recessief.
Doordat er bij tekeningrassen vooral op de tekening geselecteerd wordt, is het meestal zo dat deze minder productief zijn ten opzichte van de rassen die zuiver op productie geselecteerd worden.

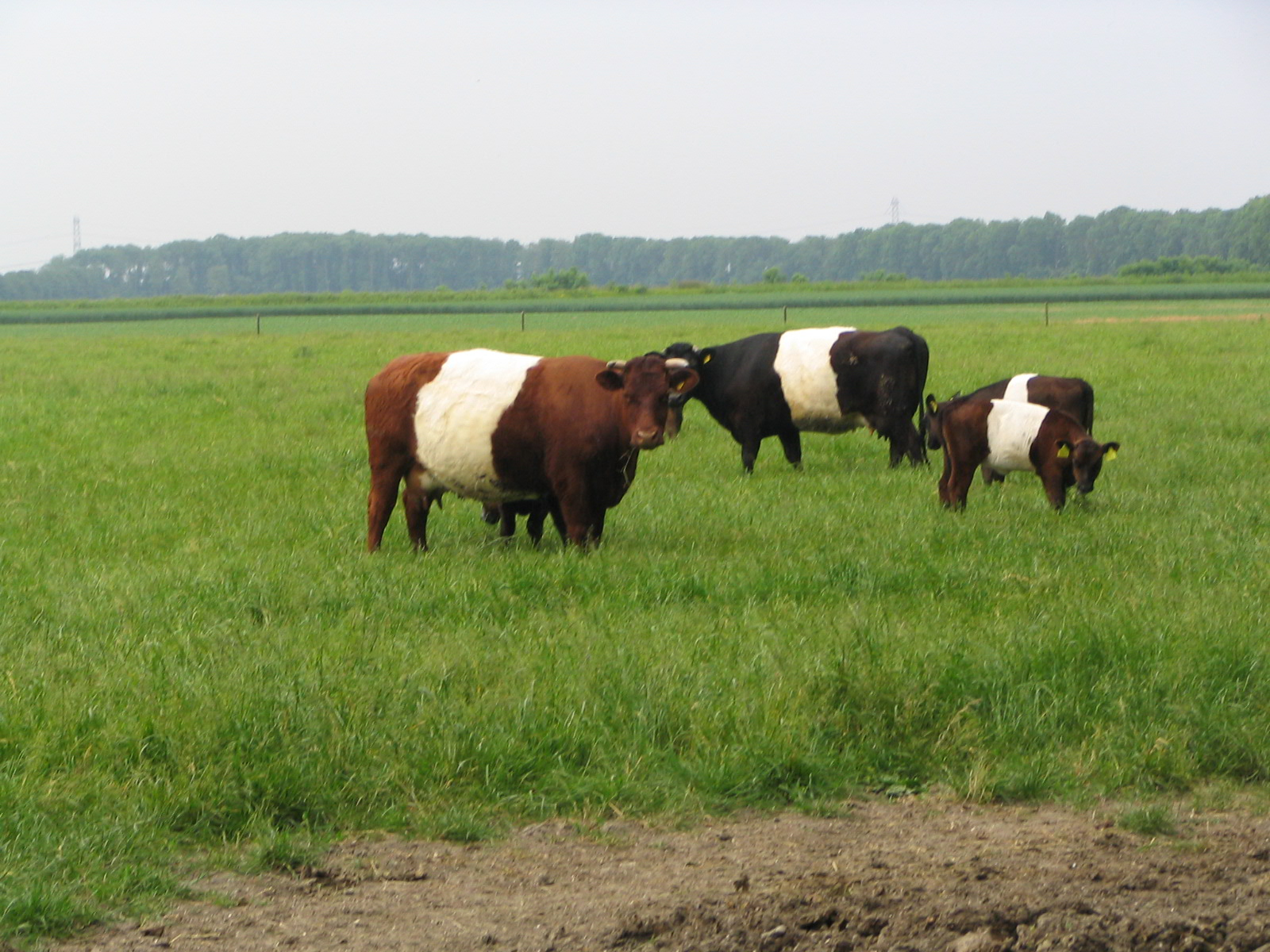
Lakenvelder koeien
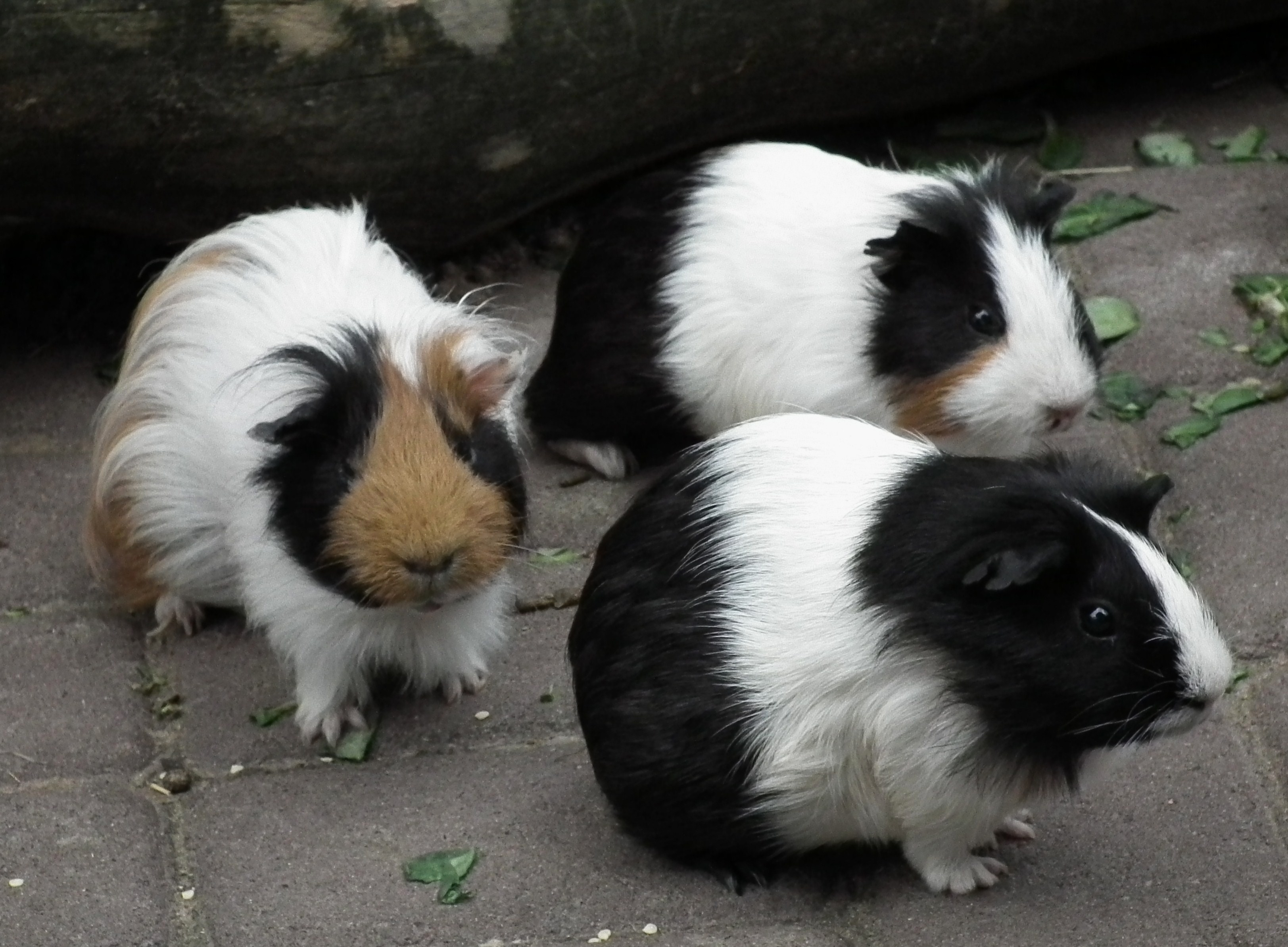
Cavia's, rechts op de voorgrond met lakenvelder tekening
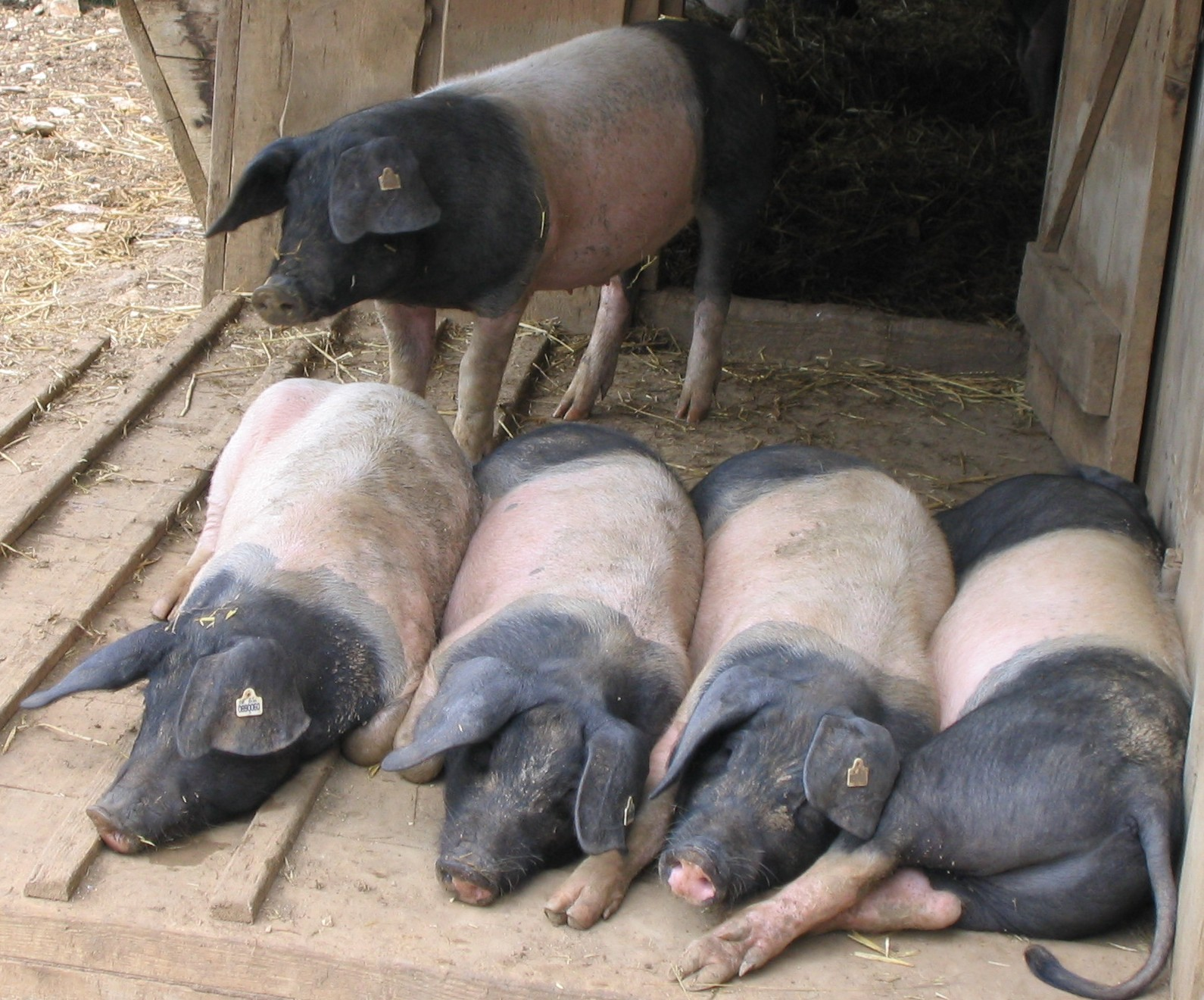
Schwäbisch-hällische varkens
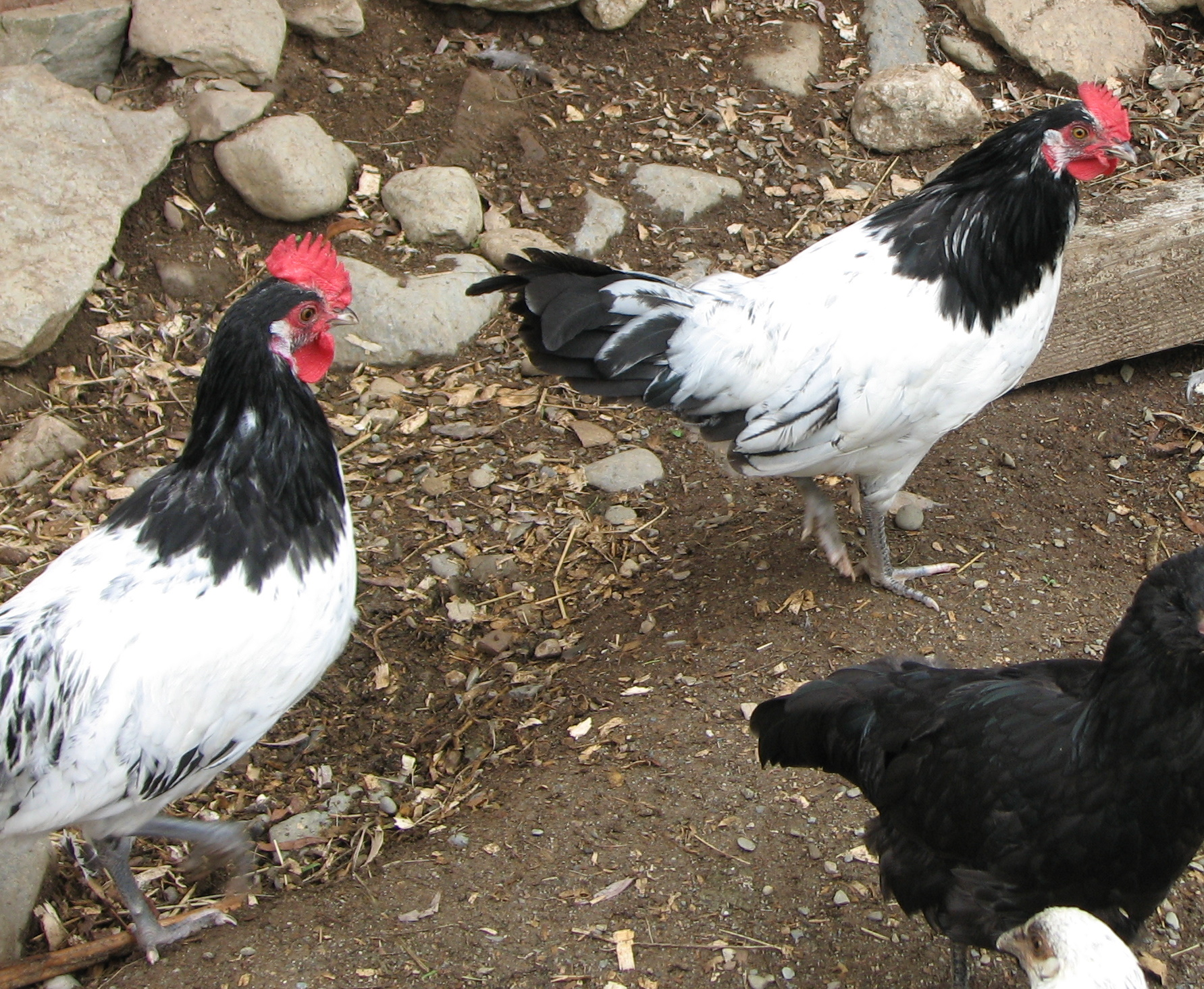
Lakenvelder hanen